# Jelle Vossen
Jelle Vossen (Bitzen, 22 de março de 1989) é um futebolista belga que atua como centroavante. Atualmente joga no Zulte Waregem.

## Títulos
Genk
- Campeonato Belga: 2010–11
- Copa da Bélgica: 2008–09 e 2012–13
- Supercopa da Bélgica: 2011

Club Brugge
- Campeonato Belga: 2015–16 e 2017–18
- Supercopa da Bélgica: 2016 e 2018